# Vittorio Fossombroni

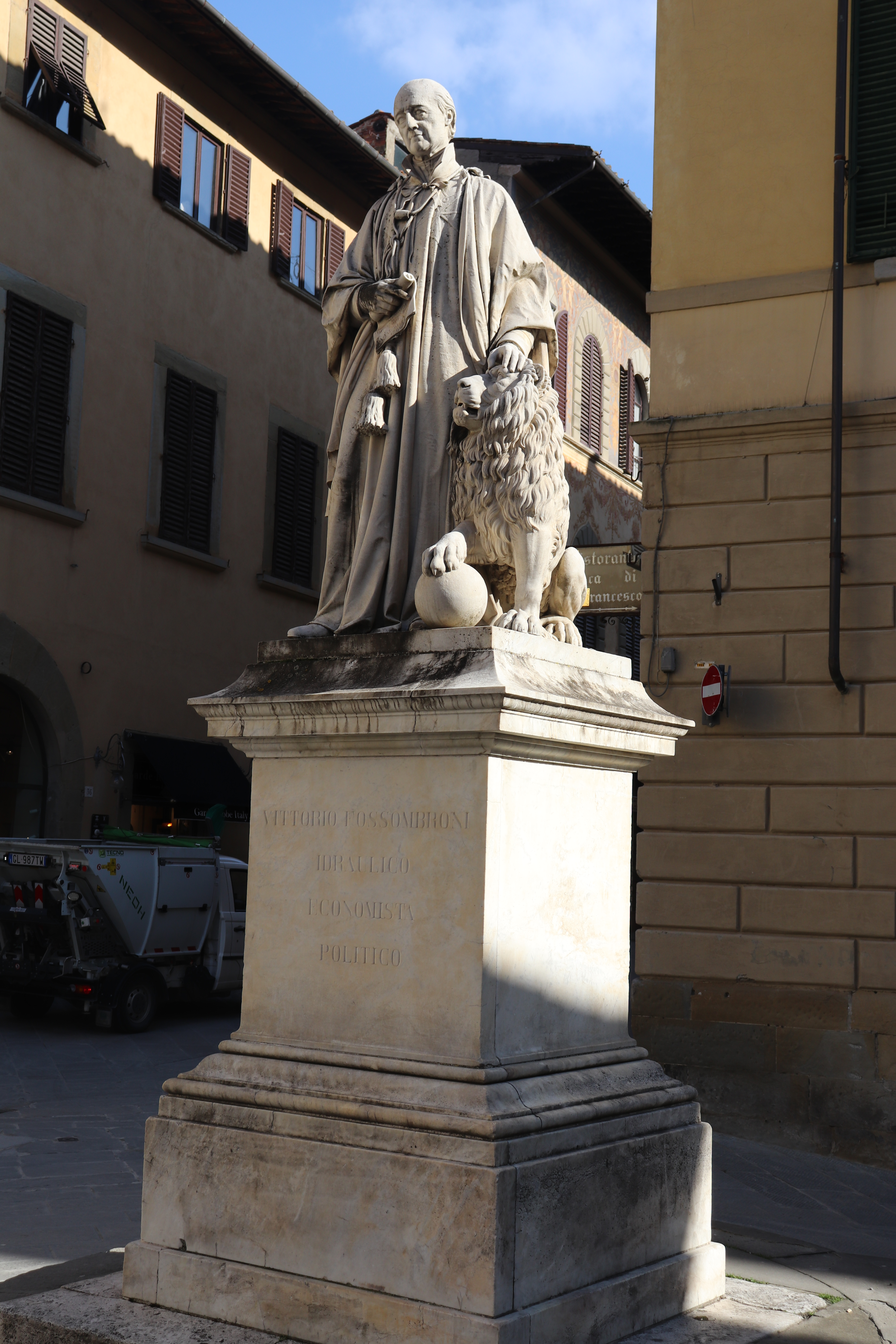
Statua di Vittorio Fossombroni realizzata da Pasquale Romanelli ad Arezzo

(Napoleone Bonaparte parlando di Vittorio Fossombroni)
Vittorio Fossombroni (Arezzo, 15 settembre 1754 – Firenze, 13 aprile 1844) è stato un matematico, ingegnere, economista, politico e intellettuale italiano.

## Biografia

### I primi incarichi

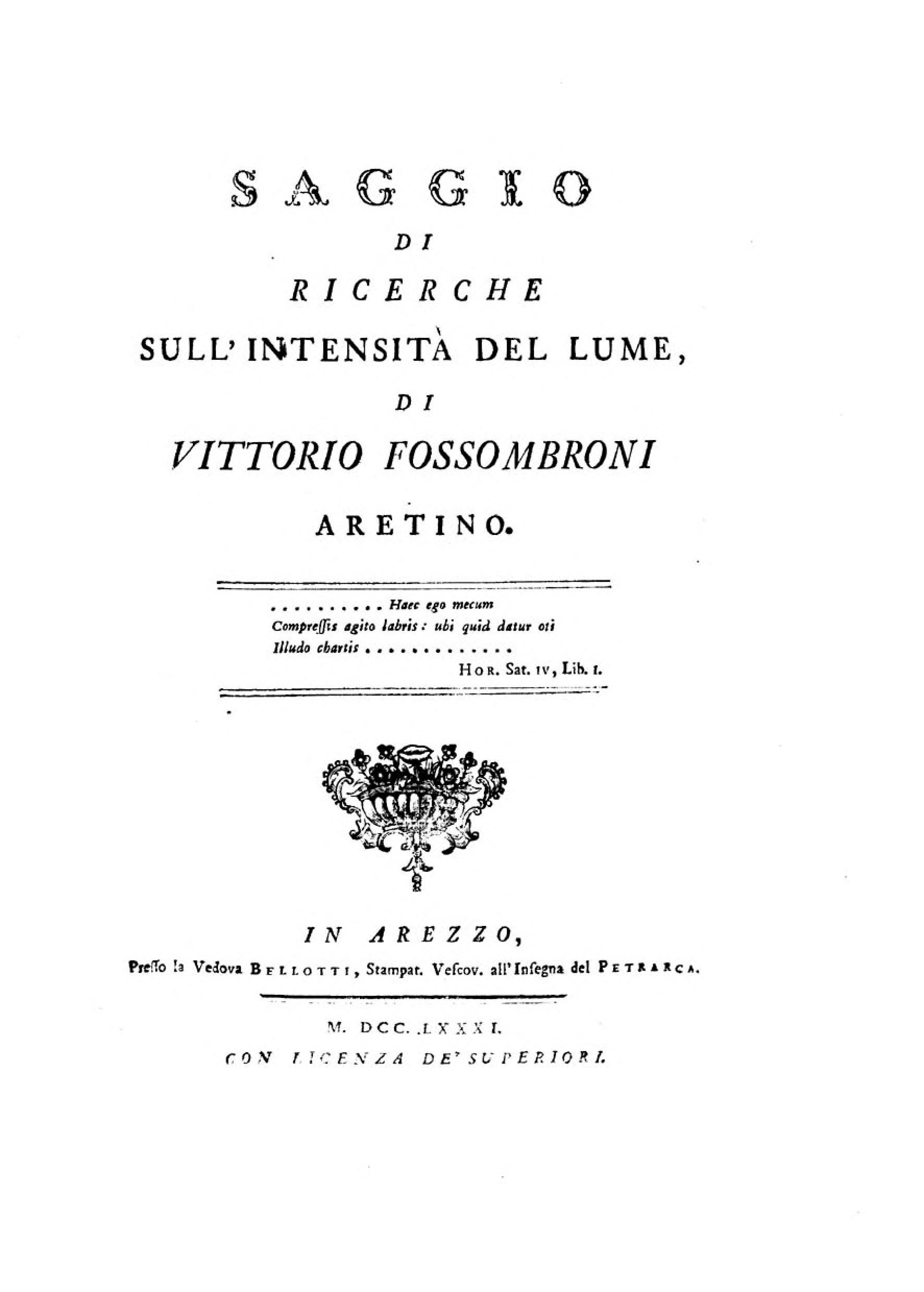
Frontespizio del Saggio di ricerche sull'intensità del lume

Nato ad Arezzo da Giacinto Fossombroni, stimato antiquario e studioso di matematica, fisica e astronomia, e da Lucilla dei baroni Albergotti Siri, dopo gli studi sotto l'attenta guida del padre, il giovane Vittorio si iscrisse alla facoltà di giurisprudenza all'Università di Pisa, dove si laureò in "utroque iure" nel 1778 Tuttavia, la passione di Fossombroni erano le scienze matematiche, politiche ed economiche, tanto che, dopo la laurea, scrisse alcuni testi sull'idraulica, la matematica e l'economia, che gli diedero una certa notorietà. Per questo, nel 1782 Fossombroni fu sovrintendente ai lavori per l'opera di bonifica definitiva della Val di Chiana, voluta dal Granduca di Toscana Pietro Leopoldo di Lorena (il futuro imperatore Leopoldo II), e di grandi opere di bonifica idraulica in Maremma. La sua abilità e perizia fu così apprezzata, che anche il successore di Pietro Leopoldo, Ferdinando III, lo riconfermò nell'incarico, nominandolo anche nel 1794 sovrintendente generale al dipartimento delle acque della Val di Chiana, carica che mantenne sino al 1827, sebbene più in avanti fosse stato coadiuvato da ingegneri valenti come Capeo e Minetti. Tutte queste responsabilità dettero a Fossombroni una notorietà internazionale nel campo dell'idraulica, tanto che il suo parere o giudizio fu richiesto anche all'estero: nel 1810 fu chiamato a presiedere la commissione di bonifica delle paludi dell'Agro Romano; nel 1830 collaborò pure con Pietro Paleocapa per la redazione del Piano per la sistemazione dei fiumi veneti Brenta e Bacchiglione, voluto dall'imperatore austriaco; anni dopo, persino il viceré d'Egitto chiese il suo parere per la costruzione di un bacino idrico nel porto di Alessandria d'Egitto.

### Il periodo napoleonico
Ben presto divenne un esponente di spicco delle cerchia granducale, tanto da venire nominato nel 1791 revisore delle stampe, e di condurre, dal 1792 al 1795, una battaglia personale a favore della libertà di commercio, abolita il 2 ottobre 1792 con decreto granducale su proposta dei consiglieri di Ferdinando III, Manfredini e Lampredi. Dal 1796 al 1798 Fossombroni fu attivo in politica estera, al fine di mantenere la neutralità del Granducato durante le guerre napoleoniche che devastavano l'Italia: dapprima fu il rappresentante toscano che doveva trattare con i ministri plenipotenziari a Firenze, i generali Miot de Milito e Reinhard; poi scrisse una nota di protesta inviata al generale Napoleone, che, colpito da essa, volle incontrarlo personalmente. Dopo l'incontro, avvenuto il 30 giugno 1796, il generale francese impose al granduca di elevare l'ingegnere aretino a ministro degli Esteri. In tale veste, inviò nel gennaio 1797 un "Oracle sur la Toscane", in breve ma incisivo scritto volto ad impedire l'occupazione militare della Toscana, da lui descritta come un modello e un esempio di società civile da seguire. Benché non servisse ad impedire l'occupazione del Granducato, questo scritto restò memorabile negli anni a venire, tanto da essere usata come una sorta di dichiarazione di indipendenza del "piccolo" Stato contro le rivendicazioni delle grandi potenze. Nel marzo 1798 Ferdinando III nominò Fossombroni segretario di Stato insieme a Neri Corsini, mantenendolo anche al ministero degli Esteri. Gestì dunque i rapporti con i francesi fino al 25 marzo 1799, quando le truppe d'Oltralpe varcarono i confini toscani, malgrado la remissività del Granduca a trattare con i generali di Napoleone, specie Reinhard, che impose al sovrano di espellere il papa Pio VI, esule a Siena dopo la proclamazione della Repubblica romana. Dopo l'occupazione di Firenze, Fossombroni partì con gli altri ministri per Palermo, dove rimase fino all'autunno dello stesso anno. Rientrato poi in patria, pur conservando le sue cariche, rimase estraneo alla politica fino alla pace di Lunéville del 9 febbraio 1801, che prevedeva anche l'abdicazione del granduca e la trasformazione della Toscana in Regno d'Etruria con a capo prima Ludovico di Borbone, e dopo la sua morte nel 1803, la moglie Maria Luisa di Borbone, in nome del figlio Carlo Ludovico di Borbone, Vittorio Fossombroni fu un notevole collaboratore del nuovo regime, facendo parte, nel 1804, della deputazione Finanza nominata dalla reggente, che convinse Maria Luisa ad approvare la legge che permetteva la libera circolazione delle derrate alimentari nel territorio toscano, abolita nel 1799 dal Senato di Firenze. 
Nel 1805 divenne tenente generale delle truppe toscane e nel maggio dello stesso anno, fece parte della delegazione toscana all'incoronazione di Napoleone a re d'Italia a Milano. Le sue benemerenze e capacità gli valsero, nel 1809, le nomine a membro del Senato conservatore (18 marzo) e conte dell'Impero francese (20 agosto). Fece parte della  Massoneria napoleonica.

### La Restaurazione
Dopo la caduta di Napoleone e l'avvento della Restaurazione, il Congresso di Vienna restituì la Toscana al deposto Granduca; questi, sia per riaffermare la linearità del periodo lorenese e la politica di tolleranza svolta durante il periodo francese, il 25 giugno 1814 chiamò Fossombroni a ricoprire l'incarico di presidente della commissione legislativa, per poi divenire, il 15 settembre, dopo il rientro di Ferdinando III a Firenze, segretario di Stato, ministro degli Esteri e direttore delle reali segreterie. Il politico toscano mantenne all'interno del Consiglio una netta superiorità, che diede l'impronta alla politica del Granducato almeno fino alla metà degli anni Trenta del XIX secolo. Infatti Fossombroni governò con fermezza e autorità, riportando in auge il precedente assetto istituzionale leopoldino, ma senza ripudiare del tutto le novità napoleoniche: revisionò il codice napoleonico, abolendo il divorzio, ristabilì le decime parrocchiali, nel 1815 restrinse le libertà municipali, con la nomina dei gonfalonieri e di parte del Consiglio cittadino da parte del Granduca, difese lo Stato dalle ingerenze della Chiesa, vietando l'ingresso dei Gesuiti, conservò la pubblicità dei processi e mitigò i poteri della polizia, tanto che la Toscana fu di gran lunga lo Stato più tollerante, mite e liberale di quel periodo. In campo economico, Fossombroni ritornò ai criteri liberistici adottati da Pietro Leopoldo: dopo che, nel 1816, una spaventosa carestia si era abbattuta su tutta la penisola, fatto che aveva costretto a calmierare il prezzo del grano, il ministro toscano abolì i dazi e le gabelle sulle importazioni, favorendo lo sviluppo dell'industria e dell'agricoltura, tanto da rendere il bilancio statale in attivo. Grazie alle nuove risorse, Fossombroni diede avvio ad una serie di lavori pubblici e di infrastrutture, come l'apertura di varie arterie stradali (per la valle tiberina, da Volterra a Siena, da Siena ad Arezzo) e la continuazione dell'opera di bonifica della Maremma, con lo scopo di estirpare la malaria e mettere a coltura nuove terre. Dopo la morte di Ferdinando III nel 1824, il suo successore Leopoldo II riconfermò Fossombroni nei suoi incarichi ministeriali, anche se agli occhi del granduca e del ceto dirigente toscano la sua popolarità andava sempre più diminuendo; infine, nel 1838, chiese e ottenne la messa a riposo dal servizio pubblico, riturandosi a vita privata e continuando a dedicarsi ai suoi studi di matematica e idraulica, che lo resero noto in tutta Europa. Proprio per questo, il celebre esploratore e scienziato tedesco Alexander von Humboldt nel 1842 lo propose per l'onorificenza prussiana dell'Ordine Pour le Mérite (classe di pace). Dopo questa onorificenza, l'ultima di una lunga serie di riconoscimenti, Vittorio Fossombroni si trasferì nel palazzo Fossombroni di Borgo Ognissanti a Firenze nel 1835 dove morì il 13 aprile 1844: fu sepolto nella cattedrale di Santa Croce, in un mausoleo costruito con fondi pubblici. Lasciò nome e titolo ad Enrico Vittorio (1825-1893), figlio di Francesco Falciai e Vittoria Bonci, da lui presa in moglie nel 1832. Enrico Vittorio divenne deputato di Arezzo e senatore.

## Opere

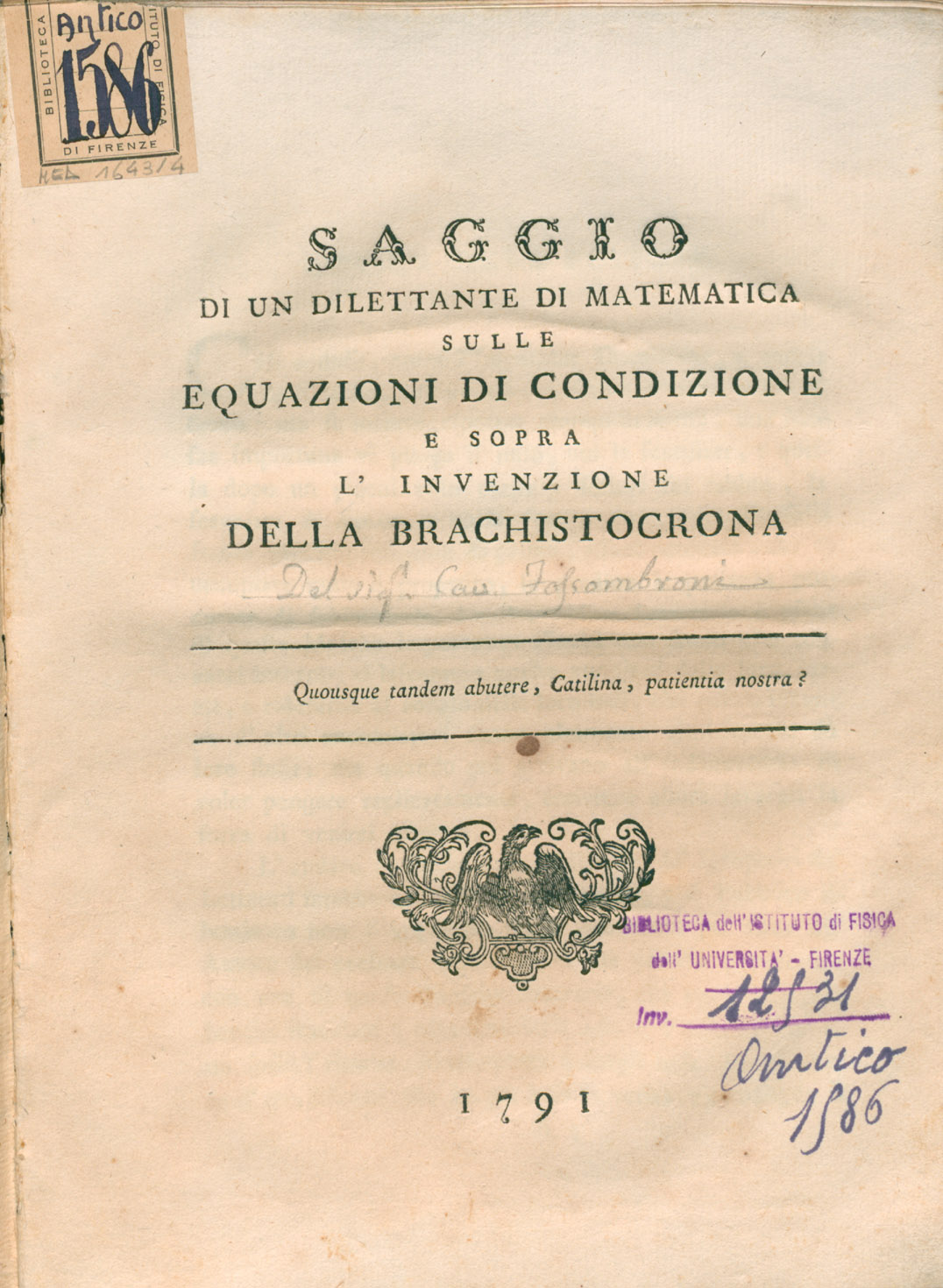
Frontespizio di Saggio di un dilettante di matematica sulle equazioni di condizione e sopra l'invenzione della brachistocrona di Vittorio Fossombroni (1791)

- Saggio di un dilettante di matematica sulle equazioni di condizione e sopra l'invenzione della brachistocrona, 1791.
- Saggio di ricerche sull'intensità del lume, in Arezzo, presso la vedova Bellotti, 1781.
- Memoria sul principio delle velocità virtuali, in Firenze, per Gaetano Cambiagi stampatore granducale, 1791.
- Memorie idraulico-storiche sopra la Val di Chiana, Firenze, per Gaetano Cambiagi, 1789.
- Memorie di fisica della Società Italiana di Padova (continuazione e fine dell'estratto) contenente: Saggio sulla bonificazione delle paludi pontine del sig. Vittorio Fossombroni - Biblioteca Italiana ossia Giornale di letteratura scienze ed arti (1816 ott, Volume 4, Fascicolo), su emeroteca.braidense.it.

## Attualità
Oggi è presente a Firenze solo un ramo dell'albero genealogico dei Fossombroni: Guido Fossombroni e suo figlio Vittorio Fossombroni.